# Joan Carles Gallego
Joan Carles Gallego i Herrera (Barcelona, 20 de abril de 1954) es un sindicalista y economista español. Ha sido profesor de secundaria y de FP y, desde diciembre del 2008 hasta abril de 2017, ha sido secretario general de Comisiones Obreras de Cataluña. En noviembre de 2020 se anuncia su participación a las elecciones autonómicas de Cataluña como número dos en la lista de Catalunya en Comú.

## Biografía
Gallego se licenció en Ciencias Económicas y Empresariales por la Universidad de Barcelona (1976), mientras compartía trabajo y estudio. Profesor de Tecnología Administrativa (con la condición de catedrático de enseñanza secundaria), ha desempeñado su labor en institutos de como el IFP La Pineda, de Badalona, el IFP de Montoro (Córdoba) y el IES Badalona 7. Ha sido responsable de formación del profesorado de FP en el ICE de la Universidad Politécnica de Cataluña entre 1982 y 1985 y ha sido organizador de las escuelas de verano de FP en ese período. Ha impartido cursos de formación de profesorado de Sociología de la educación, gestión democrática de centros, introducción de la economía a la FP, tutoría y orientación profesional, reforma educativa, la nueva FP, etc. Ha sido miembro de grupos de trabajo y seminarios en el ICE-UPC y en el ICE-UAB en relación con la FP, la transición al trabajo, la gestión y la organización de centros, etc. Ha realizado el posgrado de Gestión y administración educativa en el ICE-UAB.

## Trayectoria
Militante de Bandera Roja y del PSUC, se afilió a Comisiones Obreras en 1976. Colaboró con el Gabinete Técnico como economista, hasta el año 1981, en que lo compatibilizó con la docencia al instituto. Asesoró comités de empresa en la negociación de convenios y expedientes de regulación en unos años especialmente duros. Como afiliado a la Federación de Enseñanza de CCOO fue miembro de la Comisión Ejecutiva desde el año 1981 hasta junio de 2001.
Fue responsable de Política educativa de la CONC de septiembre de 1990 a junio de 1992, secretario general de la Federación de Enseñanza de Cataluña de CCOO de junio de 1992 a junio de 2000, y coordinador del área Pública de CCOO desde julio de 2000 hasta 2008. Fue secretario de Economía y Formación para la ocupación hasta el año 2004 y secretario de Recursos y Servicios desde 2004 hasta ser elegido secretario general del sindicato en Cataluña. Ha sido miembro, en representación de Comisiones Obreras, del Consejo Escolar de Cataluña (1991 a 2002), en el Consejo Catalán de Formación Profesional (2000- 2004), del Consejo de Trabajo, Económico y Social de Cataluña, del Consejo Catalán de la Función Pública y del Consejo rector de la Escuela de Administración Pública de la Generalidad. 
En diciembre de 2008, en el 9.º Congreso de la CONC, fue elegido secretario general de la Comisión Obrera Nacional de Cataluña (CONC). Reelegido en 2012, ha ocupado este cargo hasta el 11.º Congreso del sindicato, celebrado el 4 y 5 de abril de 2017, en el que salió elegido Javier Pacheco. Fue miembro del Consejo Asesor de Endesa en Cataluña hasta el año 2017, como Secretario General de CCOO y en representación de los trabajadores.
| Predecesor: Joan Coscubiela | Secretario general de CCOO de Cataluña 2008-2016 | Sucesor: Javier Pacheco |